# Hirata Tōsuke

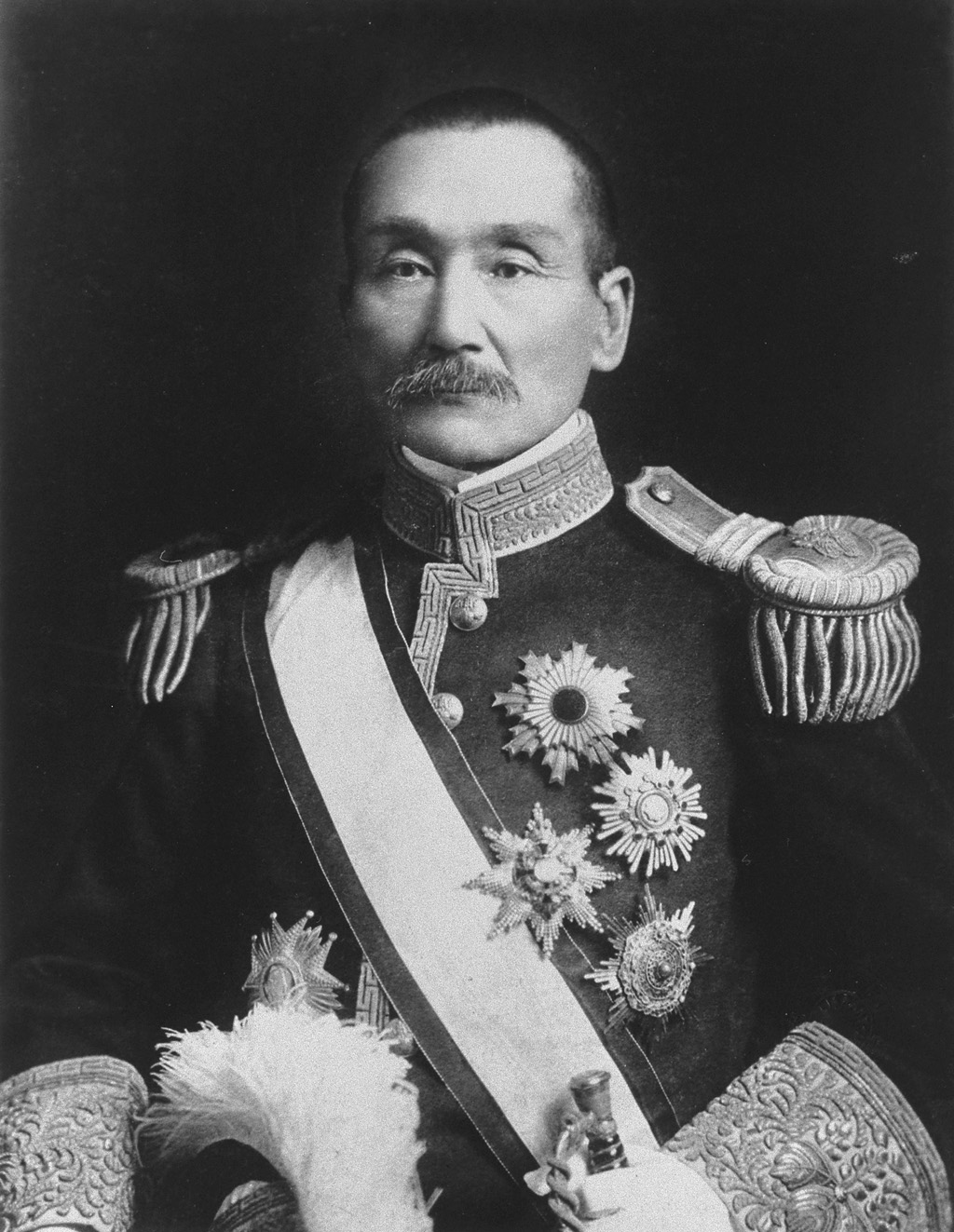
Hirata Tōsuke

Hirata Tōsuke (japanisch 平田 東助, Go Kyūkō Sanjin (九皐山人); geboren 26. März 1849 in Yonezawa (Provinz Dewa); gestorben 14. April 1925 in Zushi, Präfektur Kanagawa) war ein japanischer Bürokrat und Politiker.

## Leben und Wirken
Hirata Tōsuke wurde als Sohn des Samurai Yonezawa-han Itō Shōteki (伊東昇迪; 1804–1888) geboren und wurde vom Arzt des Han, Hirata Ryōhaku (平田亮伯; 1824), als Adoptivsohn aufgezogen. Am Heimatort besuchte er die Han-Schule Kōjōkan (興譲館). Er nahm als Arzt für seinen Han am Boshin-Krieg (1868–1869) teil.
Nach der Meiji-Restauration 1869 ging Hirata nach Edo, dem heutigen Tokio, und studierte an der „Daigaku Nankō“ (大学南校), einer Vorläufereinrichtung der heutigen Universität Tokio. 1971 nahm er an der Iwakura-Mission teil. Eigentlich sollte er nach Russland gehen, blieb dann aber in Berlin, wo er Aoki Shūzō, Shinagawa Yajirō u. a. traf, die ihn ermunterten, im gerade vereinigten Deutschland zu bleiben. Er bildete sich an der Friedrich-Wilhelms-Universität weiter und wurden zum Dr. Phil. promoviert. Er publizierte seine Erfahrungen mit Deutschland in verschiedenen Veröffentlichungen.
Nach seiner Rückkehr trat er 1876 in die Regierung ein und wurde 1890 Mitglied des Oberhauses. Als Mitglied im „Saiwai Club“ (幸いクラブ), eines politischen Klubs von Oberhaus-Mitgliedern, unterstützte er Yamagata Aritomo. Im 2. Kabinett Yamagata wurde er Leiter des Legislativbüros. Hirata wirkte dann von 1902 bis 1903 als Handelsminister im 1. Katsura und als Innenminister im 2. Katsura. 1922 wurde er zum Lord-Siegelbewahrer des Privy Councils ernannt. Zeit seines Lebens setzte er sich für die Modernisierung Japans ein.